# Mario Frera
Mario Frera, nome d'arte di Mario Frescura (Napoli, 9 dicembre 1924 – Roma, 22 dicembre 1987), è stato un attore italiano.

## Biografia
Nato nel 1924, dopo aver studiato con il tenore Giuseppe Godono, Mario Frera debutta nel 1942 come cantante nella compagnia Cafiero-Fumo al Teatro Apollo di Napoli. Successivamente passa alla recitazione e approda nel 1948 nella compagnia di Eduardo De Filippo. Qui conosce l'attrice Rosita Pisano, che sposa nel 1952. Il drammaturgo napoletano crede nel talento del giovane Frera e gli affida ruoli importanti come quello di Peppe 'o cricco in Napoli milionaria!. Con De Filippo effettua tournée in Italia fino al 1952. In quell'anno prende parte insieme alla moglie alla rivista musicale Tarantella napoletana di Ettore Giannini, riscuotendo un successo personale nella interpretazione di Pulcinella.
Dal 1955 al 1959 Mario Frera passa a far parte della compagnia teatrale di Nino Taranto, recitando sempre in ruoli brillanti. Dal 1963 al 1966, ancora insieme alla moglie, è a Napoli al Teatro Bracco diretto dal regista Gennaro Magliulo. Nella stagione 1967-1968 lo vediamo nell'atto unico Toledo 'e notte di Raffaele Viviani per la regia di Giuseppe Patroni Griffi. Da quel momento Mario Frera dirada le sue apparizioni in teatro, dedicandosi alla carriera cinematografica e al doppiaggio. 
Partecipa a numerose pellicole, sempre in parti di caratterista, sino alla fine degli anni ottanta. Ha recitato, tra gli altri, accanto a Eduardo e Peppino De Filippo, Totò, Sophia Loren, Dustin Hoffman, Ugo Tognazzi, Vittorio Gassman, Alberto Sordi, Ben Gazzara e la coppia Franco e Ciccio. È stato anche doppiatore, per oltre 30 anni, specializzato in cadenza napoletana.

### Vita privata
Dal matrimonio con Rosita Pisano ebbe un figlio, il cantautore Paolo Frescura. È morto nel 1987, a 63 anni.

## Filmografia

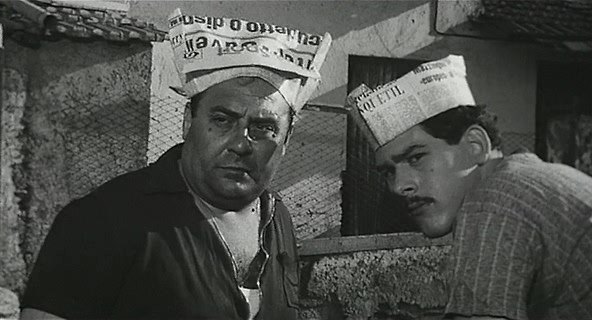
Mario Frera (a sinistra) e Renato Romano nel film I nostri mariti (1966)

### Cinema
- Il mulatto, regia di Francesco De Robertis (1949)
- Napoli milionaria, regia di Eduardo De Filippo (1950)
- Il mago per forza, regia di Marino Girolami, Vittorio Metz e Marcello Marchesi (1951)
- Cani e gatti, regia di Leonardo De Mitri (1952)
- Milano miliardaria, regia di Marcello Marchesi e Vittorio Metz (1952)
- Marito e moglie, regia di Eduardo De Filippo (1952)
- Tarantella napoletana, regia di Camillo Mastrocinque (1953)
- Il paese dei campanelli, regia di Jean Boyer (1954)
- Le signorine dello 04, regia di Gianni Franciolini (1955)
- Siamo uomini o caporali, regia di Camillo Mastrocinque (1955)
- Ci sposeremo a Capri, regia di Siro Marcellini (1956)
- Moglie e buoi..., regia di Leonardo De Mitri (1956)
- Mariti in città, regia di Luigi Comencini (1957)
- Mogli pericolose, regia di Luigi Comencini (1958)
- Tuppe tuppe, Marescià!, regia di Carlo Ludovico Bragaglia (1958)
- La grande guerra, regia di Mario Monicelli (1959)
- La nipote Sabella, regia di Giorgio Bianchi (1959)
- Il mattatore, regia di Dino Risi (1960)
- La contessa azzurra, regia di Claudio Gora (1960)
- Tutti a casa, regia di Luigi Comencini (1960)
- Il vigile, regia di Luigi Zampa (1960)
- La ciociara, regia di Vittorio De Sica (1960)
- Gastone, regia di Mario Bonnard (1960)
- Il re di Poggioreale, regia di Duilio Coletti (1960)
- Gli incensurati, regia di Francesco Giaculli (1961)
- Mani in alto, regia di Giorgio Bianchi (1961)
- Pugni pupe e marinai, regia di Daniele D'Anza (1961)
- Mariti in pericolo, regia di Mauro Morassi (1961)
- Totò e Peppino divisi a Berlino, regia di Giorgio Bianchi (1961)
- Le massaggiatrici, regia di Lucio Fulci (1962)
- Odio mortale, regia di Franco Montemurro (1962)
- Totòtruffa 62, regia di Camillo Mastrocinque (1962)
- Peccati d'estate, regia di Giorgio Bianchi e Gino Brosio (1962)
- I motorizzati, regia di Camillo Mastrocinque (1962)
- L'educazione sentimentale, episodio de I mostri, regia di Dino Risi (1963)
- Un mostro e mezzo, regia di Steno (1964)
- Una donna d'affari, episodio de Controsesso, regia di Renato Castellani (1964)
- I due mafiosi, regia di Giorgio Simonelli (1964)
- I due toreri, regia di Giorgio Simonelli (1964)
- Una giornata decisiva, episodio de I complessi, regia di Dino Risi (1965)
- Due mafiosi contro Goldginger, regia di Giorgio Simonelli (1965)
- Made in Italy, regia di Nanni Loy (1965)
- Due mafiosi contro Al Capone, regia di Giorgio Simonelli (1966)
- Il marito di Attilia, episodio de I nostri mariti, regia di Dino Risi (1966)
- Io non protesto, io amo, regia di Ferdinando Baldi (1967)
- I due vigili, regia di Giuseppe Orlandini (1967)
- I due figli di Ringo, regia di Giorgio Simonelli e Giuliano Carnimeo (1967)
- Un italiano in America, regia di Alberto Sordi (1967)
- Top Crack, regia di Mario Russo (1967)
- Operazione ricchezza, regia di Vittorio Musy Glori (1968)
- Toh, è morta la nonna!, regia di Mario Monicelli (1969)
- Il divorzio, regia di Romolo Guerrieri (1970)
- Il Decamerone proibito, regia di Carlo Infascelli e Antonio Racioppi (1972)
- Alfredo, Alfredo, regia di Pietro Germi (1972)
- Le mille e una notte all'italiana, regia di Carlo Infascelli e Antonio Racioppi (1972)
- Donnarumma all'assalto, regia di Marco Leto (1972)
- Il terrore con gli occhi storti, regia di Steno (1972)
- ...e continuavano a mettere lo diavolo ne lo inferno, regia di Bitto Albertini (1973)
- Vogliamo i colonnelli, regia di Mario Monicelli (1973)
- Metti lo diavolo tuo ne lo mio inferno, regia di Bitto Albertini (1973)
- La mano nera, regia di Antonio Racioppi (1973)
- I racconti di Viterbury - Le più allegre storie del '300, regia di Mario Caiano (1973)
- L'emigrante, regia di Pasquale Festa Campanile (1973)
- Poliziotto senza paura, regia di Stelvio Massi (1978)
- Il camorrista, regia di Giuseppe Tornatore (1986)

## Doppiatori italiani
- Carlo Romano in Gastone, Il divorzio
- Enzo Liberti in Le signorine dello 04
- Vinicio Sofia in I due mafiosi
- Michele Gammino in Alfredo Alfredo

## Prosa radiofonica Rai
- Mettiamo le carte in tavola, trasmessa nel 1956.
- Le voci di dentro di Eduardo De Filippo, regia di Eduardo De Filippo, trasmessa il 23 luglio 1959.
- Il cappello del prete, trasmessa nel 1969.

## Prosa televisiva
- Il presidente (1956)
- Il novelliere (1960)
- Morte di Carnevale (1960)
- So' 10 anni (1961)
- Giorni di sete (1961)
- Il numero vincente (1962)
- Oliviero in terra e cielo (1962)
- Villeggiatura per forza (1963)
- Luisa Sanfelice (1966)
- La famiglia Benvenuti (1968)
- Marcovaldo (1969)
- Fine dei Borboni (1969)
- Napoli notte e giorno ("Toledo 'e notte") (1969)
- Un'estate, un inverno (1970)
- Donnarumma all'assalto (1971)